# SMS Zrínyi
SMS Zrínyi byla bitevní loď (tzv. polodreadnought) třídy Radetzky rakousko-uherského námořnictva (K.u.K. Kriegsmarine), která dostala jméno po šlechtickém rodu Zrinských. Spolu se sesterskými loděmi Erzherzog Franz Ferdinand a Radetzky šlo o poslední predreadnought postavený pro rakousko-uherské námořnictvo.
Během první světové války Zrínyi sloužila u druhé eskadry bitevních lodí rakousko-uherského námořnictva v Jaderském moři a v rámci akce bombardování italského přístavního města Ancona během května 1915 ostřelovala Senigallii. Spojenecká blokáda Otrantského průlivu však způsobila, že rakousko-uherské námořnictvo bylo účinně uvězněno na Jadranu. Přítomnost lodí jako Zrínyi a dalších bitevních lodí nicméně vázala podstatnou část spojeneckých lodí.
Na konci války v roce 1918 byl Zrínyi připraven k předání novému státu Slovinců, Chorvatů a Srbů. 10. listopadu 1918, den před koncem války, vypluli důstojníci námořnictva s lodí z Puly a vzdali se americkým stíhačům ponorek. Po předání americkému námořnictvu nesla krátce jméno USS Zrínyi. Ve smlouvě ze Saint-Germain-en-Laye nebyl převod uznán a místo toho byl Zrínyi předán Itálii, kde byl rozebrán do šrotu.